# Lin Gaoyuan
Lin Gaoyuan (kinesiska: 林高远; pinyin: Lín Gāoyuǎn), född 19 mars 1995 är en kinesisk bordtennisspelare. Han är vänsterhänt och spelar med handskaksfattning. Gaoyuan var med i det lag som vann världsmästerskapen i bordtennis 2018. Individuellt har han vunnit Asian Cup. Han tog brons i dubbel vid både världsmästerskapen i bordtennis 2019 och 2021